# It’s On (Dr. Dre) 187um Killa
It’s On (Dr. Dre) 187um Killa (stylizowane jako It’s On (Dr. Dre) 187um Killa) – trzeci solowy album amerykańskiego rapera, Eazy’ego-E. Album został nagrany w odwecie za dissy Dr. Dre i Snoop Dogga nagrane na Eazy’ego na płycie Dre, The Chronic.
Pierwszym singlem z albumu był utwór Real Muthaphuckkin G’s, w którym zadebiutował duet B.G. Knocc Out i  Dresta. Album zdobył podwójną platynową płytę.

## Lista utworów
| Nr | Tytuł utworu                                                                         | Producent      | Długość |
| -- | ------------------------------------------------------------------------------------ | -------------- | ------- |
| 1. | „Exxtra Special Thankz”                                                              | Rhythm D       | 1:06    |
| 2. | „Real Muthaphuckkin G’s” (gośc. B.G. Knocc Out, Dresta)                              | Rhythm D       | 5:32    |
| 3. | „Any Last Werdz” (gośc. Cold 187um, Kokane)                                          | Cold 187um     | 5:11    |
| 4. | „Still A Nigga”                                                                      | DJ Yella       | 4:10    |
| 5. | „Gimmie That Nutt”                                                                   | DJ Yella       | 2:59    |
| 6. | „It’s On”                                                                            | Rhythm D       | 5:02    |
| 7. | „Boyz N Tha Hood (G-Mix)” (gośc. Dresta)                                             | Doctor Jam     | 5:36    |
| 8. | „Down 2 Tha Last Roach” (gośc. B.G. Ash Trey, B.G. Knocc Out, Mr. Roach Clip, Shaki) | Madness 4 Real | 7:51    |
|    |                                                                                      |                | 37:27   |

Użyte sample
- „Real Muthaphuckkin G’s”
  - Eazy-E – „Eazy-Duz-It” (1988)
  - The D.O.C. – „It's Funky Enough” (1989)
- „Any Last Werdz”
  - The Fatback Band – „Gigolo” (1981)
  - Parliament – „Theme From the Black Hole” (1979)
- „Still A Nigga”
  - Lyn Collins – „Take Me Just as I Am” (1973)
  - Tom Scott and The L.A. Express – „Sneakin' in the Back” (1974)
  - N.W.A – „Compton'z N Tha House (Remix)” (1988)
- „Gimmie That Nutt”
  - Vic Mizzy, Eddie Albert oraz Eva Gabor – „Green Acres” (1965)
  - Syd Dale – „Walk and Talk” (1966)
  - Eazy-E – „Boyz-N-Tha-Hood” (1987)
  - N.W.A – „Findum, Fuckum, and Flee” (1991)
  - N.W.A – „She Swallowed It” (1991)
- „It’s On”
  - W utworze użyto fragmentu z filmu Linia życia (1990)
  - Sly and the Family Stone – „Sing a Simple Song” (1968)
  - Eazy-E – „Eazy-Duz-It” (1988)
  - Eazy-E – „Ruthless Villain” (1988)
  - Dr. Dre – „Fuck wit Dre Day (and Everybody’s Celebratin’)” (1992)
  - Dr. Dre – „Nuthin’ but a 'G' Thang” (1992)
- „Down 2 Tha Last Roach”
  - N.W.A – „A Bitch Iz a Bitch” (1988)
  - N.W.A – „Express Yourself” (1988)

## Wydania
| Rok  | Nr katalogowy        | Format | Wytwórnia           | Region |
| ---- | -------------------- | ------ | ------------------- | ------ |
| 1993 | 88561-5503-1         | Winyl  | Ruthless/Relativity | USA    |
| 1993 | 88561-5503-2         | CD     | Ruthless/Relativity | USA    |
| 1993 | 0-96732              | CD     | Ruthless            | USA    |
| 1993 | EK 69445             | CD     | Ruthless            | USA    |
| 1993 | 505464 2             | CD     | Ruthless/Epic       | Europa |
| 1993 | 88561-5503-4         | Kaseta | Ruthless/Relativity | USA    |
| 2002 | 505464 2; 5054642000 | CD     | Ruthless/Epic       | Europa |

## Notowania
| Rok  | Album                         | Notowanie | Notowanie | Notowanie |
| Rok  | Album                         | USA 200   | USA R&B   |           |
| ---- | ----------------------------- | --------- | --------- | --------- |
| 1993 | It’s On (Dr. Dre) 187um Killa | 5         | 1         |           |

| Rok  | Utwór                   | Notowanie | Notowanie | Notowanie |
| Rok  | Utwór                   | Hot 100   | Hot Dance | Hot Rap   |
| ---- | ----------------------- | --------- | --------- | --------- |
| 1993 | Real Muthaphuckkin G’s" | —         | 21        | 2         |
| 1994 | Real Muthaphuckkin G’s" | 42        | 50        | 7         |